# コミックワールド

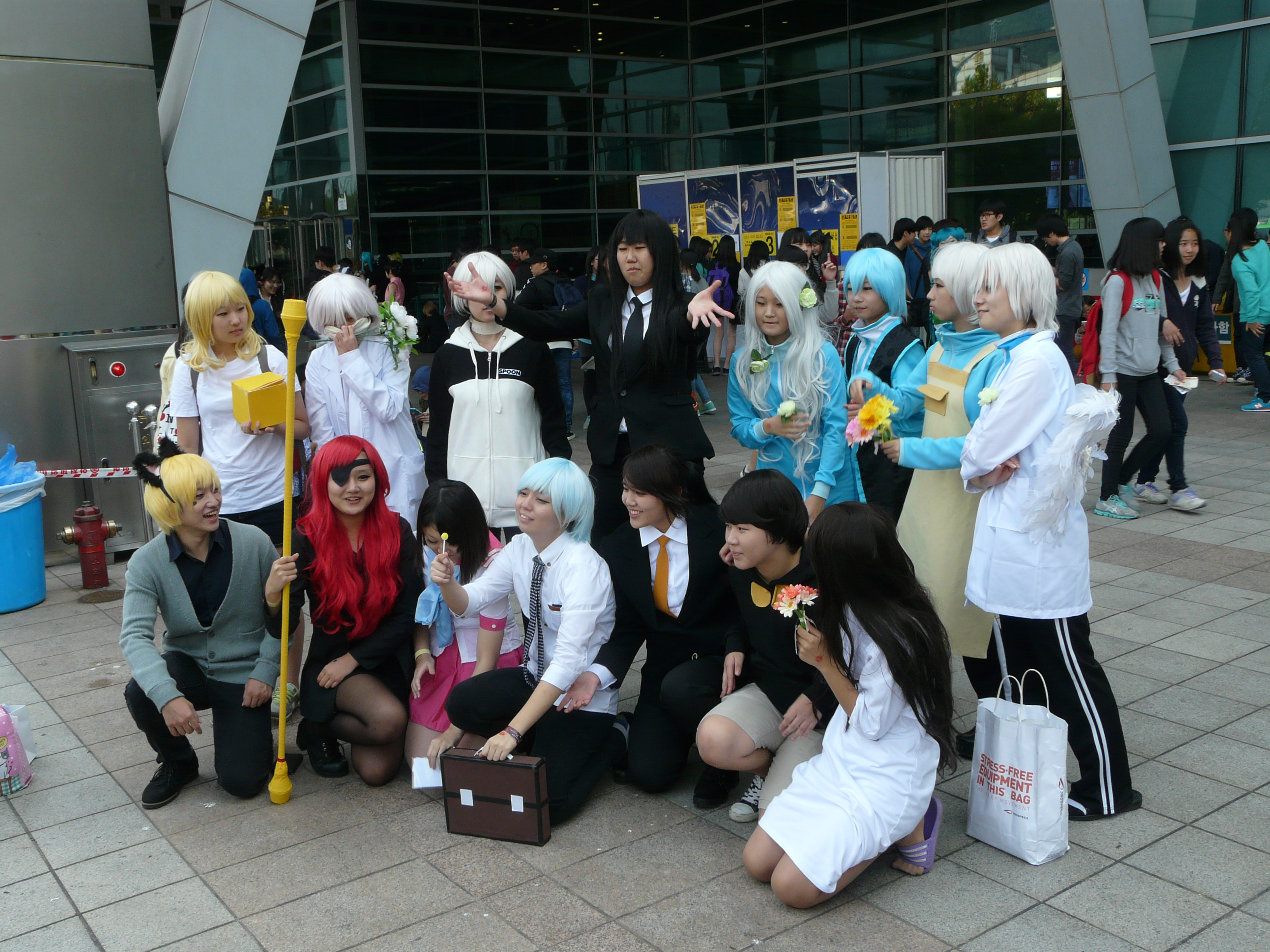
コミックワールドコスプレイヤー、2013年10月

コミックワールド (Comic World) は、デリーター (旧SE) 株式会社が所有する同人誌即売会の登録商標である。CWと略す。日本、香港、台湾、韓国でコミックワールドが開かれているが、日本以外では主な業務を現地組織に委託している。
デリーターは、日本ではスクリーントーンのデリーター (deleter) ブランドでも知られる企業である。

## 各地のコミックワールド

### 日本
日本では地方都市が中心だったが、1990年代後半までは東京（有明と昭島）や大阪市、札幌市、仙台市、福岡市など主要都市でも定期的に開催されていた。2000年以降は横浜市・さいたま市・京都市・山梨県がほとんど。しかし急遽休止が決定し、2008年8月3日の「コミックワールドin横浜49」を最後に、それ以降予定されていたスケジュールは全てキャンセルとなった。東京開催では、声優の結城比呂、三木眞一郎、渡辺美佐のトークショーとサイン会も常時併催されていた。

### 香港
コミックワールド香港 (Comic World Hong Kong) はCWHKと略し、香港最大の同人誌即売会である。各例会はCWHK 27（2009年1月31日 - ）のようにCWHKの後に数字をつけて表す。
1998年8月30日から始まり、原則として年2回。香港で最初のものではないが、数年で最大規模に成長した。コスプレ可。模型や人形も盛んなのが特徴である。
主催はエスイーのほか、天格製作（TC Production）、香港美術用品專業中心。実質的な主催は天格製作で、同人サークルに由来する企業である。
会場は、CWHK 12まではCWHK 9を除き、旺角の麦花臣室内場館。CWHK 9とCWHK 13（2002年）からは、九龍湾の九龍湾国際展示中心である。

### 韓国
韓国のコミックワールドは、単にコミックワールド、あるいは「（○回）（都市名）コミックワールド」などという。韓国最大の同人誌即売会である。
1999年に始まる。ソウルと釜山で開かれているが、以前は大邱でも開かれていた。2009年1 - 2月には、82回ソウルコミックワールドと、53回釜山コミックワールドが開かれる。

### 台湾
コミックワールド台湾（Comic World Taiwan）は台北や高雄、台中など台湾北、中、南部の主要都市で各年2～3回開催される。台湾の女性向けの最大同人イベント、男性向けの台湾最大規模のイベントはfancy frontierである。